# Limnichites olivaceus
Limnichites olivaceus är en skalbaggsart som först beskrevs av Leconte 1854.  Limnichites olivaceus ingår i släktet Limnichites och familjen lerstrandbaggar. Inga underarter finns listade i Catalogue of Life.